# Chiesa di San Donato (Castelli)
La chiesa di San Donato, nata anticamente come cona, ossia chiesetta di campagna, sorge a Castelli, appena fuori dal borgo abruzzese, su una leggera altura.

## Storia

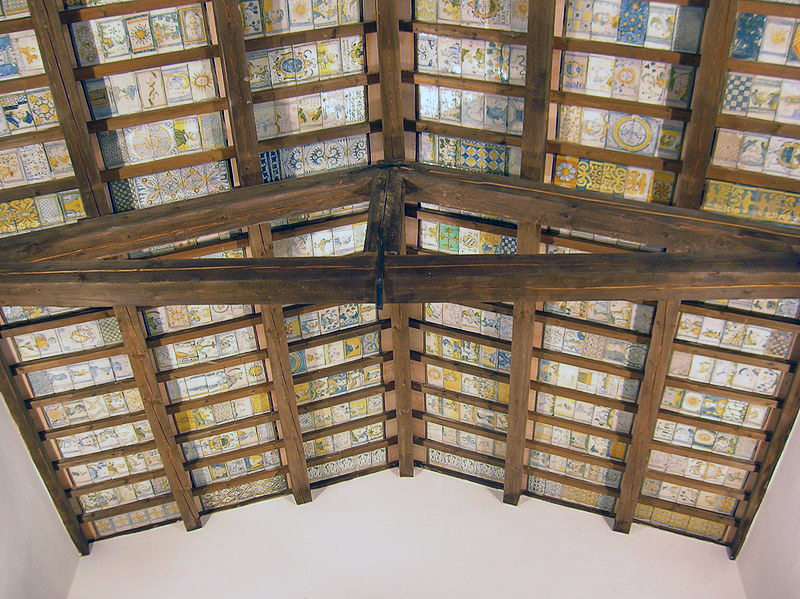
Il soffitto a maiolica

L'edificio venne dedicato alla Madonna del Rosario nel XV secolo e fu ampliato agli inizi del Seicento, fino a prendere la forma attuale.

## Struttura
Nel 1963 questa chiesa fu definita dallo scrittore Carlo Levi la Cappella Sistina della Maiolica per via del soffitto interamente costituito di tavelle decorate a maiolica, di dimensioni 20x40 cm, in circa 1000 (attualmente 800) esemplari risalenti al 1615-1617 circa.
Opera unica nel suo genere, è in parte esposta al Museo della ceramica di Castelli che conserva le tavelle rotte o deteriorate. La realizzazione viene attribuita ai ceramisti della famiglia Pompei, in particolare ad Orazio Pompei, anche se l'opera di decorazione della chiesa fu un lavoro che coinvolse tutti i decoratori del paese. Il risanamento e il restauro fu realizzato a cura delle Antiche Fornaci Giorgi, attorno al 1972.
I temi raffigurati sulle mattonelle sono vari: simboli araldici, animali apotropaici, scritte religiose e modi di dire, decorazioni floreali, disegni geometrici semplici.